# Robert Stafford (planteur)
Robert Stafford (1790-1877) est un propriétaire de plantations de coton et éleveur de bétail, esclavagiste, connu pour ses propriétés sur l'île de Cumberland, en Géorgie. Il est né dans une relative pauvreté.
La plantation fondée par Robert Stafford et ses alentours sont inscrits au Registre national des lieux historiques américain.